# تاتا تیاگو

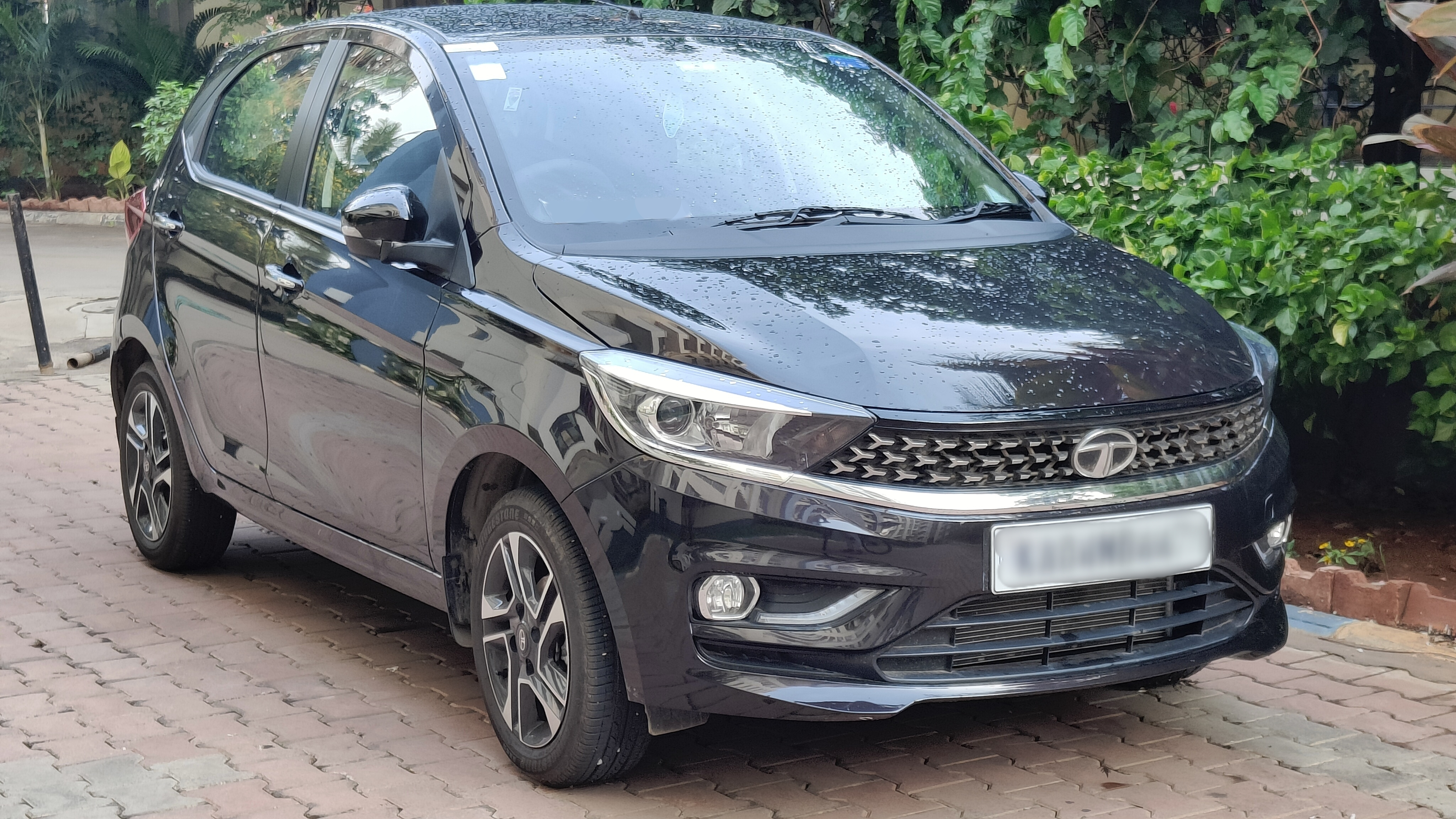
تاتا تیاگو نمای جلو
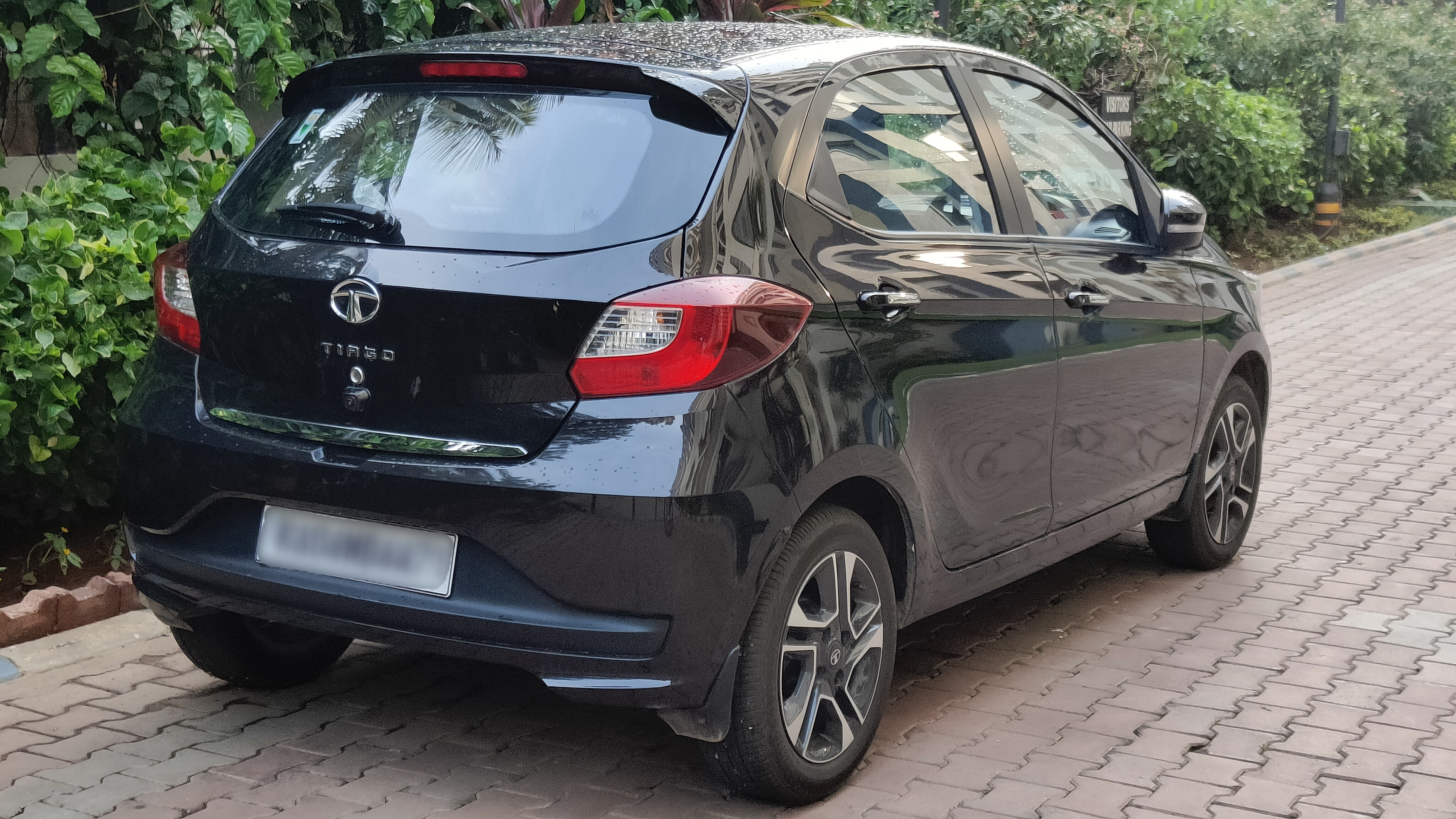
Tata Tiago XZA+ 202نمای عقب

تاتا تیاگو یک خودروی شهری هاچ‌بک ۵ در است که از سال ۲۰۱۶ توسط شرکت تاتا موتورز در هند تولید می‌شود.

## تاریخچه
تاتا تیاگو به عنوان جانشین تاتا بولت ساخته شد که با موفقیت چندانی روبرو نشد. تاتا شروع به طراحی یک خودروی شهری کاملاً جدید (پروژه کایت) با بدنه ۵ در کرد که می‌توانست فروش این برند را در بازار خودروی هند افزایش دهد.
این خودرو بر اساس پلتفرم تاتا X1 ساخته شده بود که در مدل‌های ایندیکا و بولت نیز به کار رفته بود، با این حال این پلتفرم به منظور کاهش هزینه‌های تولید اصلاح و کوتاه‌تر شده بود. تاتا همچنین از موتورهای سه سیلندر Revotron و Revotorq ساخت داخل استفاده کرد و آنها را جایگزین موتورهای Fiat FIRE و Multijet مورد استفاده در مدل‌های قبلی نمود.   تیاگو فقط به صورت فرمان راست در کارخانه تاتا موتورز سناند در هند تولید می‌شود.
تیاگو از یک موتور ۱.۲ لیتری سه سیلندر Revotron 12V بنزینی بهره می‌برد که ۸۶ اسب بخار (۶۴ کیلووات) قدرت و ۱۱۴ نیوتن متر (۸۴) گشتاور تولید می‌کند. پوند⋅فوت؛ ۱۲ کیلوگرم⋅متر) حداکثر گشتاور همراه با گیربکس دستی 5 سرعته یا AMT 5 سرعته،  یا یک موتور دیزلی سه سیلندر 1.1 لیتری Revotorq با قدرت 69 اسب بخار (51 کیلووات) توان و ۱۴۰ نیوتن متر (۱۰۳ پوند⋅فوت؛ ۱۴ کیلوگرم بر متر) حداکثر گشتاور، همراه با یک گیربکس دستی 5 سرعته. 
در سپتامبر ۲۰۱۸، تاتا موتورز تیاگو NRG را عرضه کرد، یک مدل کراس‌اوور مانند که ارتفاع آن از سطح زمین ۱۰ میلیمتر (۰٫۴ اینچ) افزایش یافته بود. روکش پلاستیکی، چرخ‌های آلیاژی دو رنگ و سپر عقب. تیاگو NRG با هر دو موتور ۱.۲ لیتری بنزینی و ۱.۱ لیتری دیزلی به فروش می‌رسد. 

### نسخه JTP
در اکتبر ۲۰۱۸، تاتا تیاگو JTP، مدل پرفورمنس تیاگو با موتور ۱.۲ لیتری Revotron Turbo با حداکثر خروجی ۱۱۴ اسب بخار متری (۸۴ کیلووات؛ ۱۱۲ اسب بخار) عرضه کرد. از قدرت که ۲۹ اسب بخار متری (۲۱ کیلووات؛ ۲۹ اسب بخار) است بیشتر از نوع غیر توربو.   این خودرو توسط JT Special Vehicles یا JTSV، یک سرمایه‌گذاری مشترک بین تاتا موتورز و Jayem Automotives مستقر در کویمباتور، تیونینگ شده است.  طبق گفته تاتا، این خودرو می‌تواند از ۰–۱۰۰ کیلومتر بر ساعت (۰–۶۲ مایل بر ساعت) شتاب بگیرد. در کمتر از 10 ثانیه.  همچنین تغییراتی در طراحی وجود دارد که شامل جلوپنجره اصلاح‌شده، سپر جدید در جلو و لوله‌های اگزوز دوگانه در عقب می‌شود. 

### اولین فیس لیفت (۲۰۲۰)
تاتا تیاگو فیس لیفت شده در کنار فیس لیفت تیگور در سال ۲۰۲۰ رونمایی شد. این شامل تغییرات ظاهری به همراه به‌روزرسانی موتور برای مطابقت با استانداردهای مرحله 6 بهارات بود.  در سال 2022، تاتا نسخه CNG تیاگو را با نام Tiago i-CNG عرضه کرد.  در فوریه 2024 نسخه CNG AMT با نام Tiago iCNG AMT تولید شد  

### دومین فیس لیفت (۲۰۲۵)
تیاگو فیس لیفت شده در کنار فیس لیفت تیگور در 10 ژانویه 2025 رونمایی شد که دارای نمای جلوی بازطراحی شده است. 

## رتبه‌بندی ایمنی
در سال ۲۰۲۰، تیاگو تولید هند، طبق مشخصات ایمنی پایه خود برای بازار هند، توسط موسسه جهانی NCAP مورد آزمایش تصادف قرار گرفت و چهار ستاره برای حفاظت از سرنشین بزرگسال و سه ستاره برای حفاظت از سرنشین کودک کسب کرد. تیاگو به صورت استاندارد در تمام مدل‌ها دارای دو کیسه هوا است، اما کیسه‌های هوای جانبی، ESC یا قفل‌های ISOFIX را ارائه نمی‌دهد. در تمام موقعیت‌های صندلی، کمربند ایمنی سه نقطه‌ای یا محافظ سر ندارد. در طول آزمایش تصادف، سازه آن قادر به تحمل بارگذاری بیشتر تشخیص داده نشد. 
| نمرات جهانی NCAP        |             |
| ستاره‌های سرنشین بزرگسال | 4/5 ستاره   |
| سرنشین بزرگسال          | ۱۲.۵۲/۱۷.۰۰ |
| ستاره‌های سرنشین کودک    | 3/5 ستاره   |
| سرنشین کودک             | ۳۴.۱۵/۴۹.۰۰ |
| یکپارچگی بدنه           | ناپایدار    |